# Gromada Kamyk
Gromada Kamyk war eine Verwaltungseinheit in der Volksrepublik Polen zwischen 1954 und 1972. Verwaltet wurde die Gromada vom Gromadzka Rada Narodowa, dessen Sitz sich in Kamyk befand und aus 18 Mitgliedern bestand.

Die Gromada Kamyk gehörte zum Powiat Kłobucki in der Woiwodschaft Katowice (damals Stalinogród) und bestand aus der ehemaligen Gromadas Kamyk, Kopiec und Nowa Wieś der aufgelösten Gmina Kamyk, sowie die Waldstücken N°168-200 aus dem Forstgebiet Łobodno.

Zum 31. Dezember 1959 wurden die Orte der aufgelösten Gromada Biała Górna und die Dörfer Gruszewnia und Libidza mit den Ortsteilen Przybyłów und Teofilów der aufgelösten Gromada Libidza der Gromada Kamyk angegliedert. Am 31. Dezember 1961 wurde die aufgelöste Gromada Łobodno in die Gromada eingegliedert.
Die Gromada Kamyk bestand bis Ende 1972 und wurde mit der Wiedereinführung der Gmina Kamyk zum 1. Januar 1973 aufgelöst.